# Demokratiska gröna partiet i Rwanda
Det demokratiska gröna partiet i Rwanda (en: The Democratic Green Party of Rwanda) är ett grönt politiskt parti i Rwanda, bildat 2009. Dess plattform betonar enhet, icke-våld, social rättvisa, deltagande demokrati och kräver subventionerade priser för jordbruksprodukter. 

## Historik
Partiet bildades den 14 augusti 2009 i syfte att delta presidentvalet 2010.  Partiet hindrades dock från att registreras och vice ordförande, André Kagwa Rwisereka, hittades halshuggen under valkampanjen.
Partiet registrerades slutligen i augusti 2013, men det var för sent för att få möjlighet att ställa upp i 2013 års parlamentsval.